# Odet de Selve
Pour les articles homonymes, voir Selve.
Odet de Selve (1504-1563) est un diplomate français.

## Biographie
Fils de Jean de Selve, le premier président du parlement de Paris, Odet de Selve est seigneur de Marignan et chevalier. 
Il est conseiller au Parlement de Paris de 1540 à 1542, Conseiller (1542) puis président du Grand-Conseil. 
De 22 juin 1546 à 1549, il est ambassadeur à Londres au lendemain de la signature du traité d'Ardres dont il a le soin de surveiller l’exécution au mieux de l’honneur de la France, atteint au moins en apparence, par les stipulations de ce traité, tout en faisant respecter les côtés avantageux : la liberté de prêter appui à l’Écosse en guerre avec l’Angleterre. 
L’interruption de toutes relations officielles entre les deux couronnes, en 1549, le ramène dans sa patrie. Mais il reçoit presque aussitôt (16 juillet 1550) mission d’aller en tant qu’ambassadeur à Venise (successeur de Jean de Morvillier 1506-1577) essayer d’engager la sérénissime république de Venise dans l’alliance franco-turque et dans la conquête en commun du royaume de Naples. Quand ce double projet a été réduit à néant par une défaite navale des flottes royale et ottomane combinées, il doit défendre dans l’Italie septentrionale l’influence française qui, déjà compromise par les évènements précédents, l'est plus encore lorsque Sienne a été étroitement investie par les forces impériales. Un différend entre l’ambassadeur et Blaise de Monluc, généralissime des forces françaises, amène le déplacement du premier en mai 1554. 
Avant qu’il ne parte pour Rome, où il est vice-chancelier du duché de Milan et ambassadeur du roi de France Henri II à Rome, cette campagne de quatre années, rendue plus dure encore par des échecs réitérés, dont il subit le contre-coup sans en être pour rien responsable, lui vaut d’être nommé maître des requêtes de l’hôtel, conseiller au Conseil privé et Conseiller d’état ordinaire. La mort du souverain pontife près de qui il a été accrédité suit à bref intervalle son arrivée à Rome le 21 avril 1555. Il obtient l'élection, le 23 mai 1555, de Paul IV, qui assure un allié puissant à son maître. C'est le triomphe politique d’Odet de Selve. Rappelé à la suite de sa signature de la trêve de Vaucelles le 5 février 1556, il ne joue plus aucun rôle important durant les sept ans qui lui restent à vivre. 
Ambassadeur à Rome en mars 1563, il meurt à Paris en 1563. Il est inhumé dans l’église Saint-Nicolas-du-Chardonnet (23 rue des Bernardins dans le 5e arrondissement. 
Il a été marié avant 1546 à Renée de Montmirail, qui lui survit, dont il a eu 8 enfants, 5 fils et 3 filles. 
Fin XIXe siècle, il existait encore un portrait de lui (G. Lefèvre-Pontalis, ouvr. cité à la p. 91, n. 1, p. xx. Cet auteur a décrit, p. xxv, un portrait d'Odet qui, à la fin du siècle dernier, était en possession de la famille de Selve).

## Œuvres
- Correspondance politique de Odet de Selve, ambassadeur de France en Angleterre (1546-1549), publiée sous les auspices de la Commission des archives diplomatiques, par Germain Lefèvre-Pontalis, In-8, XXVII-519 pages, imprimé par F. Alcan, Paris, 1888. Conservé à la BNF Tolbiac, département : Philosophie, histoire, sciences de l'homme, cote : 8-LG4-47 (4), notice n° : FRBNF31349988